# SF Airlines
A SF Airlines é uma empresa aérea de carga com sede em Shenzhen, na China, foi fundada em 2009 como uma subsidiária do grupo SF Express.

## Frota
Em dezembro de 2018:
- Boeing 737-300SF: 14
- Boeing 737-400SF: 3
- Boeing 747-400ERF: 1
- Boeing 757-200PCF: 27
- Boeing 767-300ER/BCF: 5